# Abu Nuwas
Abū Nuwās al-Ḥasan ibn Hānī al-Ḥakam (ca. 756 – ca. 814), også kendt som Abū Nuwās (arabisk: أبو نواس; persisk: ابو نواس, Abū Novās) er en muslimsk digter af persisk/arabisk oprindelse. Nogle angiver hans fødeby som værende Basra, andre angiver Damaskus, Busra eller Ahwaz.
Da Abu Nuwas blot er en dreng, bliver han af sin mor solgt til en købmand fra Basra. Han emigrerer senere til Bagdad sammen med Walibah ibn al-Hubab, og bliver snart kendt for sine vittige og humoristiske digte. Han nyder at chokere samfundet ved åbent at skrive om ting som Islam forbyder, og er bl.a den første kendte arabiske digter der skriver om masturbation. Abu Nuwas betragtes som en af de helt store inden for klassisk arabisk litteratur. Han har påvirket mange senere forfattere, herunder Omar Khayyám og Hafiz – begge persiske digtere. 
I 1932 udkom den første moderne censurerede udgave af hans værker i Cairo. I 1976 blev et krater på planeten Merkur navngivet Abu Nuwas. Han er berygtet for sin hån og satire, og blandt hans foretrukne emner, er den seksuelle tiltrækning mænd har til kvinder. Han blev fængslet flere gange, og døde angiveligt i fængslet. Det påstås, at han blev forgiftet af Ismail bin Abu Sehl. 

## Værker oversat til engelsk
- O Tribe That Loves Boys (Hakim Bey) Entimos Press/Abu Nuwas Society  (1993).
- Carousing with Gazelles, Homoerotic Songs of Old Baghdad. 17 digte asf Abu Nuwas oversat af Jaafar Abu Tarab, Universe, Inc. (2005).
- Poems of Wine and Revelry: The Khamriyyat of Abu Nuwas. (Jim Colville), Kegan Paul (2005).